# Блужский сельсовет
Блужский сельсовет (бел. Блужскі сельсавет) — административная единица на территории Пуховичского района Минской области Белоруссии. Административный центр — агрогородок Блужа.

## История
Блужский сельский Совет крестьянских депутатов с центром в д. Блужа был образован в составе Пуховичской волости Игуменского уезда в ноябре 1917 года.
Названия:
- с ноября 1917 — Блужский сельский Совет крестьянских депутатов
- с января 1918 — Блужский сельский Совет рабочих, солдатских и крестьянских депутатов
- с февраля 1918 — Блужский сельский Совет рабочих, крестьянских и красноармейских депутатов
- с декабря 1936 — Блужский сельский Совет депутатов трудящихся
- с 7.10.1977 — Блужский сельский Совет народных депутатов
- с 6.10.1994 — Блужский сельский Совет депутатов[1].

Административная подчинённость:
- с ноября 1917 — в Пуховичской волости Игуменского уезда
- с сентября 1923 — в Пуховичской волости Червенского уезда
- с июля 1924 — в Пуховичском районе[1].

В 2013 году в состав сельсовета включены населённые пункты упразднённого Сутинского сельсовета.

## Состав
Блужский сельсовет включает 32 населённых пункта:
- Берлеж — деревня.
- Блужа — агрогородок.
- Блужа — посёлок.
- Блужа — деревня.
- Блужский Бор — деревня.
- Бобы — деревня.
- Великое Поле — деревня.
- Веселово — деревня.
- Городень — деревня.
- Демьяновка — деревня.
- Залог Пятилетки — деревня.
- Калиновка — деревня.
- Каменка — деревня.
- Колеюги — деревня.
- Красный Посёлок — деревня.
- Ленинск — деревня.
- Леоновка — деревня.
- Малиновка — деревня.
- Матеевичи — деревня.
- Насыцк — деревня.
- Орешковичи — деревня.
- Плитница — деревня.
- Поддегтярня — деревня.
- Рудня — деревня.
- Слободка — деревня.
- Сутин — деревня.
- Талька — деревня.
- Теребуты — деревня.
- Угодино — деревня.
- Чароты[бел.] — деревня.
- Шелехово — деревня.
- Яновка — деревня.

## Культура
- Отдел музея Героя Советского Союза Н. П. Чепика в агрогородке Блужа — филиал государственного учреждения «Пуховичский районный краеведческий музей» с картинной галереей[2]

## Достопримечательность
- Успенская церковь в агрогородке Блужа